# Cvintet
Cvintet (din italiană quintetto, franceză quintette) se numește un ansamblu compus din cinci instrumentiști sau cântăreți care execută împreună o piesă muzicală. Aceeași denumire o poartă și o compoziție muzicală; compoziție scrisă pentru o asemenea formație.
Cele mai obișnuite forme de cvintet sunt:
- Cvintet cu pian, format dintr-un cvintet de coarde și un pian.
- Cvintet de suflători este un ansamblu alcătuit din 4 instrumente de suflat din lemn (flaut, oboi, clarinet fagot) și un instrument de suflat din alamă (corn).